# ویلیام ویلبرفورس برد

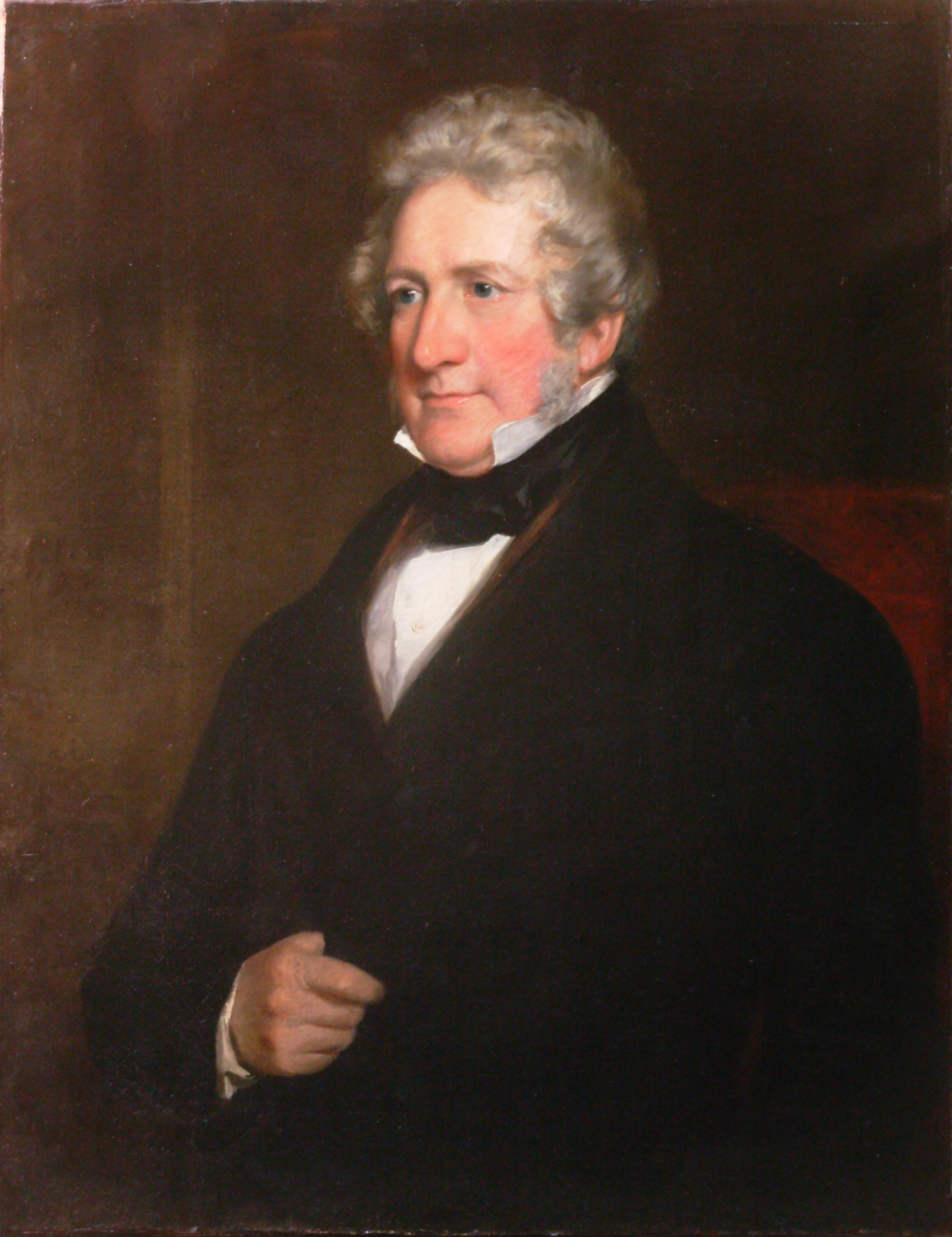
نگارهٔ پرترهٔ نقاشی از چهرهٔ ویلیام ویلبرفورس برد

ویلیام ویلبرفورس برد (به انگلیسی: William Wilberforce Bird) (زادهٔ ۱۷۸۴ - مرگ ۱۸۵۷) مدیر مستعماراتی بریتانیایی بود که به عنوان معاون فرماندار ریاست جمهوری بنگال و در سال ۱۸۴۴ به عنوان موقت فرماندار کل هند خدمت کرد.
ویلیام ویلبرفورس برد، همنام پدرش بود که نمایندۀ مجلس کاونتری بود. او در سال ۱۷۸۴ به دنیا آمد و در وارویک و ژنو تحصیل کرد و سپس در سال ۱۸۰۲ برای پیوستن به شرکت هند شرقی بریتانیا نامزد شد. پس از طی دوره آموزش، در سال ۱۸۰۳ به کلکته رسید و در آنجا آموزش‌های بیشتری را در کالج فورت ویلیام گذراند و سپس به بنارس فرستاده شد.